# Grand Prix Formule 1 van Groot-Brittannië 1983
De Grand Prix Formule 1 van Groot-Brittannië 1983 werd gehouden op 16 juli op Silverstone. Het was de negende race van het seizoen.

## Uitslag
| Positie | Nummer | Rijder             | Team              | Ronden | Tijd/Opgave     | Startplaats | Punten |
| ------- | ------ | ------------------ | ----------------- | ------ | --------------- | ----------- | ------ |
| 1       | 15     | Alain Prost        | Renault           | 67     | 1:24:39.780     | 3           | 9      |
| 2       | 5      | Nelson Piquet      | Brabham-BMW       | 67     | + 19.161        | 6           | 6      |
| 3       | 27     | Patrick Tambay     | Ferrari           | 67     | + 26.246        | 2           | 4      |
| 4       | 12     | Nigel Mansell      | Lotus-Renault     | 67     | + 38.952        | 18          | 3      |
| 5       | 28     | René Arnoux        | Ferrari           | 67     | + 58.874        | 1           | 2      |
| 6       | 8      | Niki Lauda         | McLaren-Ford      | 66     | + 1 Ronde       | 15          | 1      |
| 7       | 23     | Mauro Baldi        | Alfa Romeo        | 66     | + 1 Ronde       | 11          |        |
| 8       | 22     | Andrea de Cesaris  | Alfa Romeo        | 66     | + 1 Ronde       | 9           |        |
| 9       | 7      | John Watson        | McLaren-Ford      | 66     | + 1 Ronde       | 24          |        |
| 10      | 25     | Jean-Pierre Jarier | Ligier-Ford       | 65     | + 2 Rondes      | 25          |        |
| 11      | 1      | Keke Rosberg       | Williams-Ford     | 65     | + 2 Rondes      | 13          |        |
| 12      | 2      | Jacques Laffite    | Williams-Ford     | 65     | + 2 Rondes      | 20          |        |
| 13      | 3      | Michele Alboreto   | Tyrrell-Ford      | 65     | + 2 Rondes      | 16          |        |
| 14      | 4      | Danny Sullivan     | Tyrrell-Ford      | 65     | + 2 Rondes      | 23          |        |
| 15      | 30     | Thierry Boutsen    | Arrows-Ford       | 65     | + 2 Rondes      | 17          |        |
| 16      | 33     | Roberto Guerrero   | Theodore-Ford     | 64     | + 3 Rondes      | 21          |        |
| 17      | 29     | Marc Surer         | Arrows-Ford       | 64     | + 3 Rondes      | 19          |        |
| NF      | 9      | Manfred Winkelhock | ATS-BMW           | 49     | Motor           | 8           |        |
| NF      | 26     | Raul Boesel        | Ligier-Ford       | 48     | Ophanging       | 22          |        |
| NF      | 32     | Piercarlo Ghinzani | Osella-Alfa Romeo | 46     | Benzinesysteem  | 26          |        |
| NF      | 35     | Derek Warwick      | Toleman-Hart      | 27     | Versnellingsbak | 10          |        |
| NF      | 6      | Riccardo Patrese   | Brabham-BMW       | 9      | Turbo           | 5           |        |
| NF      | 40     | Stefan Johansson   | Spirit-Honda      | 5      | Benzinesysteem  | 14          |        |
| NF      | 16     | Eddie Cheever      | Renault           | 3      | Motor           | 7           |        |
| NF      | 36     | Bruno Giacomelli   | Toleman-Hart      | 3      | Turbo           | 12          |        |
| NF      | 11     | Elio de Angelis    | Lotus-Renault     | 1      | Turbo           | 4           |        |
| NQ      | 34     | Johnny Cecotto     | Theodore-Ford     |        |                 |             |        |
| NQ      | 31     | Corrado Fabi       | Osella-Alfa Romeo |        |                 |             |        |
| NQ      | 17     | Kenny Acheson      | RAM-Ford          |        |                 |             |        |

## Wetenswaardigheden
- Het was de laatste keer dat de Grand Prix van Groot-Brittannië plaats had op een zaterdag.

## Statistieken
| Pole-position | René Arnoux | Ferrari | 1:09.462 |
| Snelste ronde | Alain Prost | Renault | 1:14.212 |

## Noot
- Dit was het debuut van de Britse coureur Kenny Acheson.
- Vijftigste pole position voor een Franse coureur.

1926 · 1927 · 1948 · 1949 · 1950 · 1951 · 1952 · 1953 · 1954 · 1955 · 1956 · 1957 · 1958 · 1959 · 1960 · 1961 · 1962 · 1963 · 1964 · 1965 · 1966 · 1967 · 1968 · 1969 · 1970 · 1971 · 1972 · 1973 · 1974 · 1975 · 1976 · 1977 · 1978 · 1979 · 1980 · 1981 · 1982 · 1983 · 1984 · 1985 · 1986 · 1987 · 1988 · 1989 · 1990 · 1991 · 1992 · 1993 · 1994 · 1995 · 1996 · 1997 · 1998 · 1999 · 2000 · 2001 · 2002 · 2003 · 2004 · 2005 · 2006 · 2007 · 2008 · 2009 · 2010 · 2011 · 2012 · 2013 · 2014 · 2015 · 2016 · 2017 · 2018 · 2019 · 2020 · 2021 · 2022 · 2023 · 2024 · 2025 · 2026 · 2027 · 2028 · 2029 · 2030 · 2031 · 2032 · 2033 · 2034